# بلکلیک (ویرجینیا)
بلکلیک (به انگلیسی: Blacklick) یک منطقهٔ مسکونی در ایالات متحده آمریکا است که در بخش وایت واقع شده‌است. بلکلیک ۶۹۴٫۹۵ متر بالاتر از سطح دریا واقع شده‌است.